# Хазал аль-Кааби
Хаза́л аль-Каа́би, более известный как Шейх-Хазал, а также как Хазаль-хан ибн-Джабир и Сардар-и-Нишан-э-Агдаз (18 августа 1863 или 1861 — 24 или 27 мая 1936) — персидский политический деятель, до 1925 года — де-факто независимый от персидского шаха династии Каджаров правитель эмирата Мохаммера, занимавшего территорию современного Хузестана на юго-западе страны и находившегося под фактическим протекторатом Великобритании.

## Биография
По национальности, как и большинство его подданных-хузестанцев, Хазал был иранским арабом, происходил из арабского племени Бану-Кааб, был третьим сыном эмира Джабира Аль-Кааби-хана бин-Мардо. Джабир ушёл из жизни в 1881 году. Перед смертью он назвал преемником своего старшего сына — шейха Мазаль-хана ибн-Джабир-хана (чаще именуемого Муаз-ос-Султане).
В 1897 году Хазал организовал заговор против брата Мазаля, убил его и захватил власть. В апреле 1898 года Хазал был утверждён эмиром в Тегеране. В 1899 году Хазал захватил близлежащий к Мохаммере город Ховейзу. Вплоть до начала XX века Хазал исправно платил центральным властям налоги, с 1902 года фактически контролировал все таможенные сборы в Арабистане (как тогда назывался Хузестан) и получил право самостоятельно назначать чиновников в провинциях своего эмирата. С начала XX века Хазал установил контакты с британцами, подписав с ними договор, признающий его эмиром. В 1908 году в окрестностях Мохаммеры были открыты большие запасы нефти. После образования в 1909 году Англо-персидской нефтяной компании, Хазал стал в своей политике ещё больше ориентироваться на англичан и закупать у них винтовки, взамен позволив хозяйничать в его владениях и допустив к себе их советников, чему центральные персидские власти не могли воспрепятствовать; в итоге все месторождения нефти юго-запада Ирана оказались под контролем англичан. 

В 1913—1914 гг. в Мохаммере работала международная комиссия по Турецко-персидскому разграничению. Комиссия была четырёхсторонней: русско-британско-турецко-персидской. Британским комиссаром был назначен дипломатический чиновник со славянской фамилией Вратислав, а его помощником — капитан Вильсон… 
По условиям Разграничительного акта, вся водная полоса нижнего течения Шатт-эль-Араба признана турецким владением, исключением некоторых островов и «Порта Мохаммеры», т. е. пространства воды вверх и вниз по реке у впадения в неё реки Карун (приблизительно на протяжении между островом Агават и пунктом Тувейиджат). Эта часть границы была быстро закончена путём двух выездов комиссии по реке, сперва на турецкой канонерке «Мармарис», а затем на маленьком персидском пароходике. Был намечен и пункт на левом берегу канала Хаййен (один из левых притоков Шатт-эль-Араба), откуда д. б. начаться сухопутная граница по безводной пустыне в тылу Мохаммеры.
 — писал русский комиссар, известный востоковед В. Ф. Минорский. 
В 1914 году Хазал поддержал Великобританию в Первой мировой войне против Османской империи; Хузестан служил для британцев одной из их баз в регионе, сформированные эмиром батальоны южно-персидских стрелков (South Persia Rifles) сражались против турок в составе британских дивизий. В конце Первой мировой войны Мохаммера была оккупирована турками. В 1917 г. турецкие контингенты покинули Мохаммеру — и несколько лет она вновь пребывала фактически независимым городом-государством. В 1920 году Хазал ввёл собственный флаг.
К началу 1920-х годов британское присутствие в регионе начало ослабевать, чем воспользовались центральные власти. В ноябре 1923 года Хазал формально достиг с ними соглашения о регулярной выплате налогов, - однако, в Тегеране в сентябре 1924 года он был официально объявлен изменником за его договор с британцами 1903 года. 19 апреля 1925 года, несмотря на уверения аль-Каби принять любые условия, персидская армия вторглась в Арабистан и заняла его за несколько недель. Эта территория была официально переименована в Хузестан, эмир был заменён губернатором, а Хазал аль-Кааби арестован и доставлен в Тегеран, где его заставили публично отречься от престола в пользу своего сына и осудить свой договор с британцами, а также все вассальные договоры, которые заключены с ними какими-либо другими мусульманскими правителями, после чего помещён под домашний арест в персидской столице, прожив под ним вместе с женой одиннадцать лет, до конца жизни. Губернатором Хорремшехра назначен Фадлалла-хан-Захиди.
Уже в июле 1925 года, однако, когда персы запретили в Хузестане арабский язык, многие местные жители, руководимые бывшими солдатами армии эмира, восстали против новых властей. В 1925 году начались и были подавлены с помощью артиллерии восстания под руководством Шалаша и Абдаллы Мохсена аль-Хагани. Последующие восстания подавлялись уже свергнувшим династию Каджаров Резой Пехлеви: в 1928 году спустя шесть месяцев после начала мятежа были разбиты силы Мухиддина аль-Зебака, с 1929 по 1939 год продолжалась борьба партизан под руководством шейха Хади аль-Кашефа Гата. Впоследствии были подавлены восстания в 1940, 1943 (которое возглавлял сын аль-Кааби Юсуф), 1945, 1946 и 1949 годах.